# Dave Davis (Komiker)

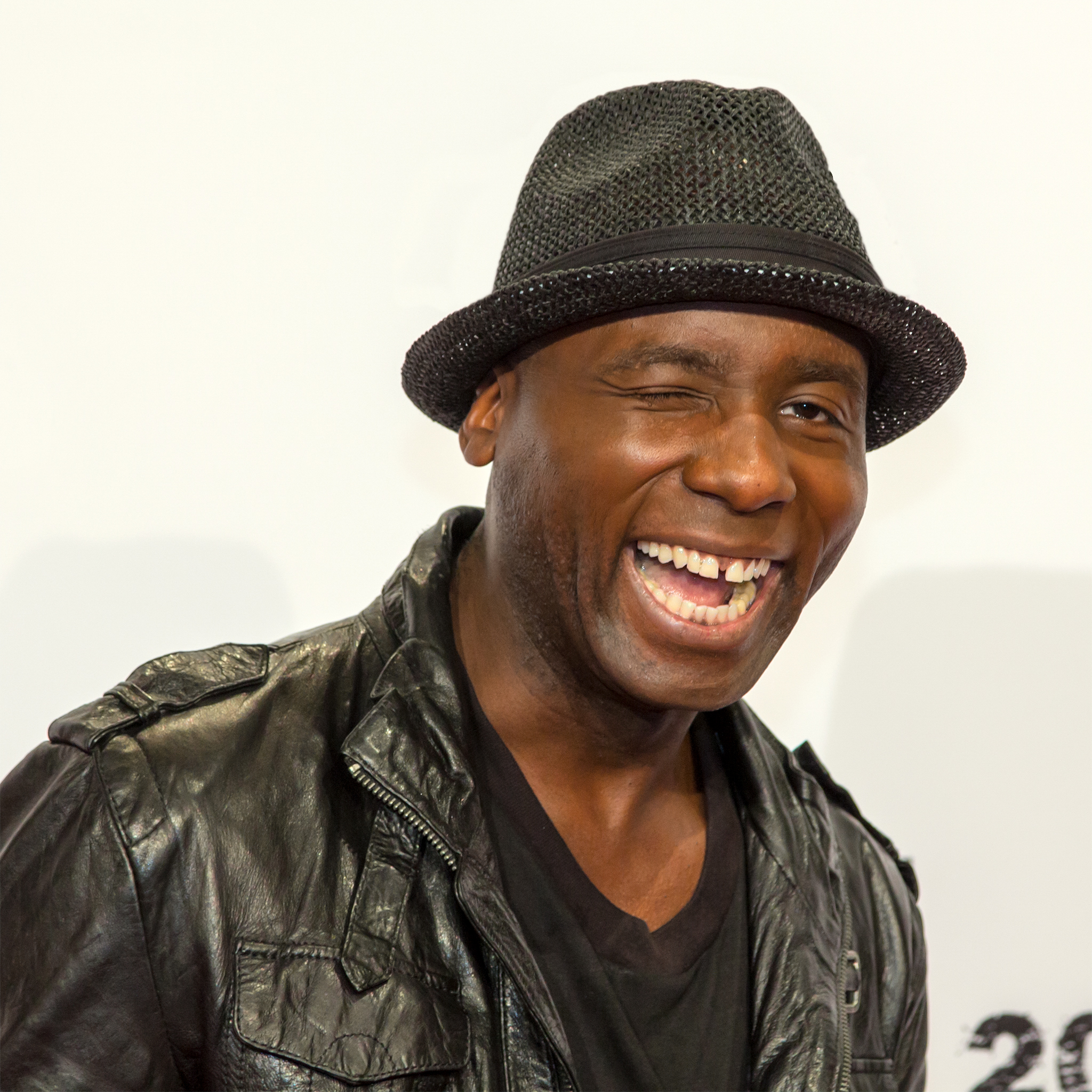
Dave Davis (2013)

Dave Davis (* 30. Januar 1973 in Köln) ist ein deutscher Kabarettist, Musikproduzent und Komiker.

## Anfänge
Dave Davis wurde 1973 in Köln geboren. Seine Eltern stammen aus Uganda, gehören dem Stamm der Baganda an und sprechen Luganda, eine Sprache, die auch Davis beherrscht. Nach ihrer Flucht vor dem Diktator Idi Amin erhielten sie in Deutschland politisches Asyl. Kurz nach Davis Geburt zogen seine Eltern nach Bonn, wo er nach dem Schulabschluss eine Lehre zum Versicherungskaufmann absolvierte. Nach dreijähriger Tätigkeit im Innendienst absolvierte er ein Bachelor-Studium (Bachelor in Recording Arts). Seither ist er auch als Komponist und Produzent tätig. Er schrieb unter anderem Songs für die Boyband Part Six und für Enie van de Meiklokjes und produzierte Hörbücher und Klingeltöne für Jamba.

## Bühnenidentität
Auf der Bühne verkörperte Davis die von ihm entwickelte Kunstfigur des Toilettenmannes Motombo Umbokko. Dieser stammt aus dem fiktiven Land Nfuddu und lebt als Flüchtling von der Abschiebung bedroht in Deutschland. Die Komik ergibt sich vor allem aus den scheinbaren Problemen der Figur mit der deutschen Sprache. So werden bekannte Begriffe wie Hartz IV zu „Hass-Vier“ und bekannte Redewendungen satirisch verfremdet, wie z. B. „Deutschland muss den Strick enger schnallen“.
Seit 2014 tritt Davis mit dem dritten Solokabarettprogramm Afrodisiaka! unter eigenem Namen ohne seine Bühnenfigur Motombo Umbokko auf. Unter seinem Klarnamen wurde er im März 2015 mit dem Kabarettpreis Stuttgarter Besen (Goldener Besen) des Stuttgarter Renitenztheaters ausgezeichnet.

## Werdegang
Bereits im Jahr 2000 trat Davis beim deutschen Vorentscheid des 45. Eurovision Song Contest als einer der Kandidaten unter dem Namen David Kisitu in Erscheinung. Mit dem Lied „Du musst kein Model sein“ erreichte er jedoch nur den neunten Platz.
Nach seinem Erfolg auf den Offenen Bühnen in Nordrhein-Westfalen wurde Brainpool Live Entertainment, ein Tochterunternehmen von Brainpool, auf ihn aufmerksam. Er wurde 2008 von Klaus-Jürgen Deuser in die laufende NightWash-Tour 2008 eingebunden und war im selben Jahr mehrmals in den Fernsehsendungen NightWash (Comedy Central) und TV total (ProSieben) zu sehen.
2009 war er festes Mitglied des Ensembles des Pantheon-Theaters. Von Mai bis Juli 2011 war er Teil der Neubesetzung der Sat.1-Sendung Die Wochenshow. Im selben Jahr spielte er in Gregor Schnitzlers Bestseller-Verfilmung Resturlaub als Pfarrer Bouba seine erste Kinofilmrolle. In dem Spielfilm Ein Mord mit Aussicht aus der Fernsehserie Mord mit Aussicht spielte er 2015 den Polizisten Philipp Schröder. Im Januar 2017 beteiligte er sich am Sängerwettstreit It Takes 2 (RTL).

## Auszeichnungen
- 2009: Prix Pantheon Publikumspreis Beklatscht & Ausgebuht[8]
- 2009: Prix Pantheon TV-Publikumspreis Klotzen & Glotzen[9]
- 2009: Tegtmeiers Erben Publikumspreis[10]
- 2010: Gaukler- und Kleinkunstfestival Kleinkunstpreis der Stadt Koblenz[11]
- 2010: Gaukler- und Kleinkunstfestival Sonderpreis Goldener Arsch mit Ohren[11]
- 2010: Deutscher Comedypreis Bester Newcomer
- 2015: Stuttgarter Besen Goldener Besen

## Bühnenprogramme
- 2009: Spaß um die Ecke!
- 2012: Live & in Farbe!
- 2014: Afrodisiaka!
- 2016: Blacko Mio!
- 2018: Genial verrückt!
- 2020: Ruhig, Brauner!
- 2023: Life is live!